# Viktor Elm
Viktor Elm (* 13. November 1985 in Kalmar) ist ein ehemaliger schwedischer Fußballspieler. Der Mittelfeldspieler gewann mit Kalmar FF den schwedischen Meistertitel und den Landespokal, zudem gewann er zweimal den KNVB-Pokal. Er ist der Bruder von David und Rasmus Elm, die ebenfalls Profifußballer sind und lange Zeit gemeinsam bei KFF unter Vertrag standen.

## Werdegang
Elm begann mit dem Fußballspielen bei der Johansfors IF, ehe er zur Nybro IF wechselte, bei der er auch im Herrenteam zum Einsatz kam. Danach schloss er sich dem Falkenbergs FF an, für den der Mittelfeldspieler 2004 in der Superettan debütierte. In seiner zweiten Spielzeit konnte er sich einen Stammplatz erkämpfen und empfahl sich mit acht Toren in 28 Spielen für höhere Aufgaben. Daher wurde er vor der Spielzeit 2006 von Kalmar FF verpflichtet. Auch in der Allsvenskan hatte er auf Anhieb einen Stammplatz sicher. Im Laufe seines ersten Erstligajahres debütierte er am 24. Mai 2006 in der schwedischen U-21-Auswahl, als er beim 3:1-Erfolg über die polnische Juniorenauswahl kurz vor Spielende für Pontus Wernbloom eingewechselt wurde. Insgesamt kam er aber nur zweimal in der Mannschaft zum Einsatz. Mit fünf Toren in seinen 24 Ligaspielen trug er dazu bei, dass sich die Mannschaft auf den fünften Tabellenrang spielen konnte und somit die Qualifikation zur Royal League nur knapp verpasste.
Auch in seiner zweiten Erstligaspielzeit hatte Elm als Stammspieler großen Anteil, dass sich KFF in der Spitzengruppe der Liga etablieren konnte. Mit einem Punkt Rückstand auf IFK Göteborg wurde als Vizemeister der Titel nur knapp verpasst und Elm spielte sich in das Notizbuch von Nationaltrainer Lars Lagerbäck. Im Januar 2008 wurde er schließlich anlässlich einer Amerikatour in die A-Nationalmannschaft berufen und kam bei der 0:2-Niederlage gegen die Nationalmannschaft der Vereinigten Staaten am 19. Januar zu seinem Länderspieldebüt, als er in der Halbzeitpause für Niclas Alexandersson eingewechselt wurde.
In der Liga hielt Elms Stärkephase an und hatte er in den beiden Vorspielzeiten insgesamt bis Saisonende vier bzw. fünf Tore erzielt, so gelangen ihm bis zur Sommerpause nach weniger als der Hälfte der Spielzeit wegen der Europameisterschaft 2008 bereits sechs Tore. In der Folge erhielt Elm Angebote aus dem Ausland. Unter anderem warb der SC Heerenveen um ihn, er entschied sich jedoch bis zum Saisonende in Schweden zu bleiben. Nach Beendigung der Saison in Schweden und mit dem Gewinn des ersten Meistertitels für Kalmar FF, zu dem Elm mit 15 Toren maßgeblich beitrug, wechselte er zum SC Heerenveen in die Niederlande. Sein Debüt in der Ehrendivision feierte er am 16. Januar 2009 beim 3:1-Erfolg über Feyenoord Rotterdam.
Nach drei Jahren in Friesland wechselte Elm 2012 zu AZ nach Alkmaar. Dort war er in seinen ersten beiden Spielzeiten Stammspieler, 2013 gewann er nach Toren von Adam Maher und Jozy Altidore durch einen 2:1-Endspielerfolg gegen PSV Eindhoven den niederländischen Pokal. In der ersten Hälfte der Spielzeit 2014/15 rückte er zeitweise ins zweite Glied.
Ende März 2015 wechselte Elm kurz vor Ende der Wechselperiode zurück nach Schweden und schloss sich erneut dem Kalmar FF an, wo er abermals auf seine Brüder traf. Bei seiner ehemaligen Spielstation unterzeichnete er einen Vierjahresvertrag und beendete im Winter 2020/21 seine Karriere als Profifußballer.